# Linia 5 metra w Nowym Jorku

Mapa linii

Linia 5 – linia metra nowojorskiego. Jest oznaczona kolorem zielonym na znakach stacji, znakach trasy oraz na oficjalnych mapach metra. Na terenie Manhattanu nosi nazwę IRT Lexington Avenue Line.
W Godzinach szczytu i w południe kursuje między Dyre Avenue w Eastchester, Bronx i Brooklyn College – Flatbush Avenue w Midwood, Brooklyn. Obsługuje lokalnie Bronx, niektóre stacje na Manhattanie i Brooklynie. W godzinach szczytu linia 5 obsługuje również trasę pomiędzy Nereid Avenue i Flatbush Avenue. Podczas wieczorów i weekendów linia 5 kończy swój bieg w Bowling Green na Manhattanie zamiast Brooklynu. Podczas późnych godzin nocnych linia 5 działa jako transfer pomiędzy Dyre Avenue i East 180th Street.